# Rellingen
Rellingen è una città di 14 437 abitanti dello Schleswig-Holstein, in Germania.

Appartiene al circondario (Kreis) di Pinneberg (targa PI).